# Дарга, Клаус
Клаус Дарга (нем. Klaus Darga; род. 24 февраля 1934, Берлин) — немецкий шахматист; гроссмейстер (1964), главный тренер Шахматного союза ФРГ (с 1976). Специалист в области ЭВМ.
Чемпион ФРГ среди юношей (1951). В чемпионате мира среди юношей (1953) разделил 1-2-е место с О. Панно (по системе коэффициентов — 2-е место). Чемпион ФРГ (1955 и 1961). В зональном турнире ФИДЕ в Энсхеде (Нидерланды; 1963) — 2-3-е место; в межзональном турнире в Амстердаме (1964) — 11-е место. В составе команды ФРГ участник 10 олимпиад (1954—1978) и матча СССР — ФРГ (1960). Лучшие результаты в международных турнирах: Гамбург (1955) — 2-е; Хихон (1956) — 2-е; Мадрид (1957) и Богнор-Риджис (Великобритания; 1960) — 1-2-е; Грац (1961 и 1979) — 2-е и 2-5-е; Сараево (1962) — 3-4-е; Бордо (1964) и Пальма (о. Мальорка; 1965) — 1-3-е; Виннипег (1967) — 1-2-е; Лансароте (1976) — 2-е места.

## Изменения рейтинга
| Графики недоступны из-за технических проблем. См. информацию на Фабрикаторе и на mediawiki.org. |